# 刺萼悬钩子
刺萼悬钩子（学名：Rubus alexeterius）为蔷薇科悬钩子属的植物。分布于尼泊尔、不丹以及中国大陆的四川、云南、西藏等地，生长于海拔3,700米的地区，见于山谷溪旁、荒山坡及松林下开旷处，目前尚未由人工引种栽培。

## 异名
- Rubus alexeterius Focke var. acaenocalyx (Hara) Yu et L. T. Lu